# Rothmannia ebamutensis
Espèce
Statut de conservation UICN

 EN B2ab(iii) : En danger
Rothmannia ebamutensis Sonké est une espèce du genre Rothmannia, de la famille des Rubiaceae,. C’est une plante à fleur, du groupe des dicotylédones. Native du Cameroun, on la retrouve dans la région du Sud-ouest, seulement au niveau du Mont Bakossi, dans la partie montagneuse du Sanctuaire de faune sauvage de Banyang-Mbo. Elle est évaluée suivant les critères de l’UICN comme une espèce en danger.